# Complete of T-BOLAN at the BEING studio
complete of T-BOLAN at the BEING studio(コンプリート・オブ・ティーボラン・アット・ザ・ビーイング・スタジオ)はT-BOLANのベスト・アルバム。

## 内容
at the BEING studioシリーズの記念すべき第1弾。森友嵐士による洋楽のカバー曲や、初収録の「My Life is My Way」のライブバージョン、アルバム初収録の「Happiness」を含む全16曲。
全曲リマスタリング。ライナーノーツ付き。スペシャルBOX仕様。
1990年代前半にリリースされ、ビーイングのアーティストがさまざまな洋楽曲をカバーしたオムニバスアルバム『Royal Straight Soul』シリーズに、森友嵐士がボーカルとして参加した2曲が収録されている点でも貴重なアルバムといえる。しかし、収録楽曲群がT-BOLANが活動末期にリリースした彼ら初のオフィシャルベストアルバムCD「T-BOLAN SINGLES」とやや重複気味になっている。
2012年9月26日に価格を1680円に改めた再発盤が期間限定で発売された。

## 収録曲
| 全作詞: 森友嵐士（※特記以外）。 |                                          |                       |                    |                     |      |
| #                               | タイトル                                 | 作詞                  | 作曲               | 編曲                | 時間 |
| 1.                              | 「離したくはない」                       | 森友嵐士（※特記以外） | 森友嵐士           | 西田昌史            | 4:54 |
| 2.                              | 「じれったい愛」                         | 森友嵐士（※特記以外） | 森友嵐士           | T-BOLAN、明石昌夫   | 3:54 |
| 3.                              | 「刹那さを消せやしない」                 | 森友嵐士（※特記以外） | 森友嵐士、五味孝氏 | T-BOLAN、明石昌夫   | 4:28 |
| 4.                              | 「おさえきれない この気持ち」            | 森友嵐士（※特記以外） | 森友嵐士           | T-BOLAN、明石昌夫   | 5:07 |
| 5.                              | 「傷だらけを抱きしめて」                 | 森友嵐士（※特記以外） | 森友嵐士           | T-BOLAN、明石昌夫   | 3:47 |
| 6.                              | 「Bye For Now」                          | 森友嵐士（※特記以外） | 森友嵐士           | T-BOLAN、明石昌夫   | 4:37 |
| 7.                              | 「マリア」                               | 森友嵐士（※特記以外） | 森友嵐士           | T-BOLAN、明石昌夫   | 5:05 |
| 8.                              | 「わがままに抱き合えたなら」             | 森友嵐士（※特記以外） | 森友嵐士           | T-BOLAN、明石昌夫   | 3:35 |
| 9.                              | 「すれ違いの純情」                       | 森友嵐士（※特記以外） | 織田哲郎           | T-BOLAN、葉山たけし | 4:02 |
| 10.                             | 「LOVE」                                 | 森友嵐士（※特記以外） | 森友嵐士           | T-BOLAN、葉山たけし | 4:30 |
| 11.                             | 「愛のために 愛の中で」                  | 森友嵐士（※特記以外） | 森友嵐士           | T-BOLAN、葉山たけし | 5:51 |
| 12.                             | 「Happiness」                            | 森友嵐士（※特記以外） | 森友嵐士           | T-BOLAN、明石昌夫   | 3:57 |
| 13.                             | 「My Life is My Way (LIVE Ver.)」        | 森友嵐士（※特記以外） | 森友嵐士           | T-BOLAN、明石昌夫   | 6:49 |
| 14.                             | 「Heart of Gold (LIVE Ver.)」            | 森友嵐士（※特記以外） | 川島だりあ         | T-BOLAN、明石昌夫   | 5:36 |
| 15.                             | 「EVERYTIME YOU GO AWAY」(※作詞: D.Hall) | 森友嵐士（※特記以外） | D.Hall             | 小野塚晃            | 5:21 |
| 16.                             | 「DON'T LET ME DOWN」(※作詞: J.Lenno)    | 森友嵐士（※特記以外） | P.McCartney        | 中村幸司            | 4:09 |
| 合計時間:                       | 合計時間:                                | 合計時間:             | 合計時間:          | 75:42               |      |

### 解説
1. 離したくはない
2ndシングル。
2. じれったい愛
5thシングル。
3. 刹那さを消せやしない
9thシングル。
4. おさえきれない この気持ち
7thシングル。
5. 傷だらけを抱きしめて
9thシングル両A面曲。
6. Bye For Now
6thシングル。
7. マリア
12thシングル。
8. わがままに抱き合えたなら
10thシングル。
9. すれ違いの純情
8thシングル。
10. LOVE
11thシングル。
11. 愛のために 愛の中で
14thシングル。
12. Happiness
8thシングル『すれ違いの純情』のカップリング曲。アルバム初収録。
13. My Life is My Way (LIVE Ver.)
オリジナルは3rdアルバム『SO BAD』収録曲。
14. Heart of Gold (LIVE Ver.)
オリジナルは2ndシングル『離したくはない』のカップリング曲。
15. EVERYTIME YOU GO AWAY
『Royal Straight Soul II』収録 (森友嵐士)のDaryl Hall & John Oatesのカバー曲。
16. DON'T LET ME DOWN
『Royal Straight Soul III Vol.1』収録 (森友嵐士)のThe Beatlesのカバー曲。